# Vitudurum

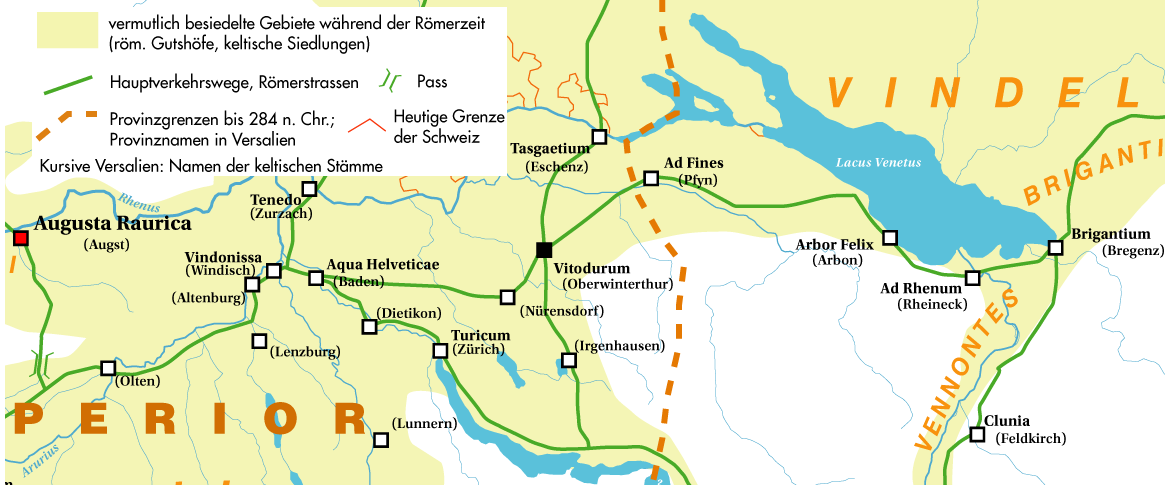
Lage von Vitudurum (schwarzer Punkt) an der römischen Hauptstrasse, die von Vindonissa zum Bodensee führte

Vitudurum (manchmal auch Vitodurum) war eine römische Kleinstadt zwischen Zürichsee und Rhein, deren Zentrum 294 n. Chr. mit einer Befestigungsmauer gesichert wurde. Der archäologische Fundplatz befindet sich im Stadtkreis Oberwinterthur der heutigen Stadt Winterthur, deren Name auf Vitudurum zurückgeht.

## Lage
Der römische Vicus lag zu seiner Gründungszeit in der Provinz Gallia Belgica. Die Nachfolgeprovinz hiess Germania superior; sie existierte von 90 n. Chr. bis zum Ende des 3. Jahrhunderts. In der Spätantike gehörte Vitudurum zur Provinz Maxima Sequanorum, welche durch die Verwaltungsreform des römischen Kaisers Diokletian (284–305) um 297 n. Chr. geschaffen worden war.
Verkehrstechnisch lag Vitudurum an der Römerstrasse, die von Vindonissa (Windisch AG) und Aquae Helveticae (Baden AG) nach Ad Fines (Pfyn), Arbor Felix (Arbon), Ad Rhenum (wahrscheinlich St. Margrethen) und Brigantium (Bregenz) führte. Bei Vitudurum wurde diese Verkehrsachse gequert von einer Strasse, welche in Richtung Süden über das Kleinkastell Irgenhausen nach Centum Prata (Kempraten) und in Richtung Norden nach Tasgetium (Eschenz) führte.
Der Vicus selbst wurde am Südostfuss des Lindbergs erbaut. Da die Hangterrasse teilweise durchnässt war, blieb auch organisches Material der Siedlung gut erhalten. Das Zentrum des Vicus lag auf dem sogenannten Kirchhügel, einem Geländesporn, der durch die Eulach und den Riedbach gebildet wurde.

## Erforschungsgeschichte

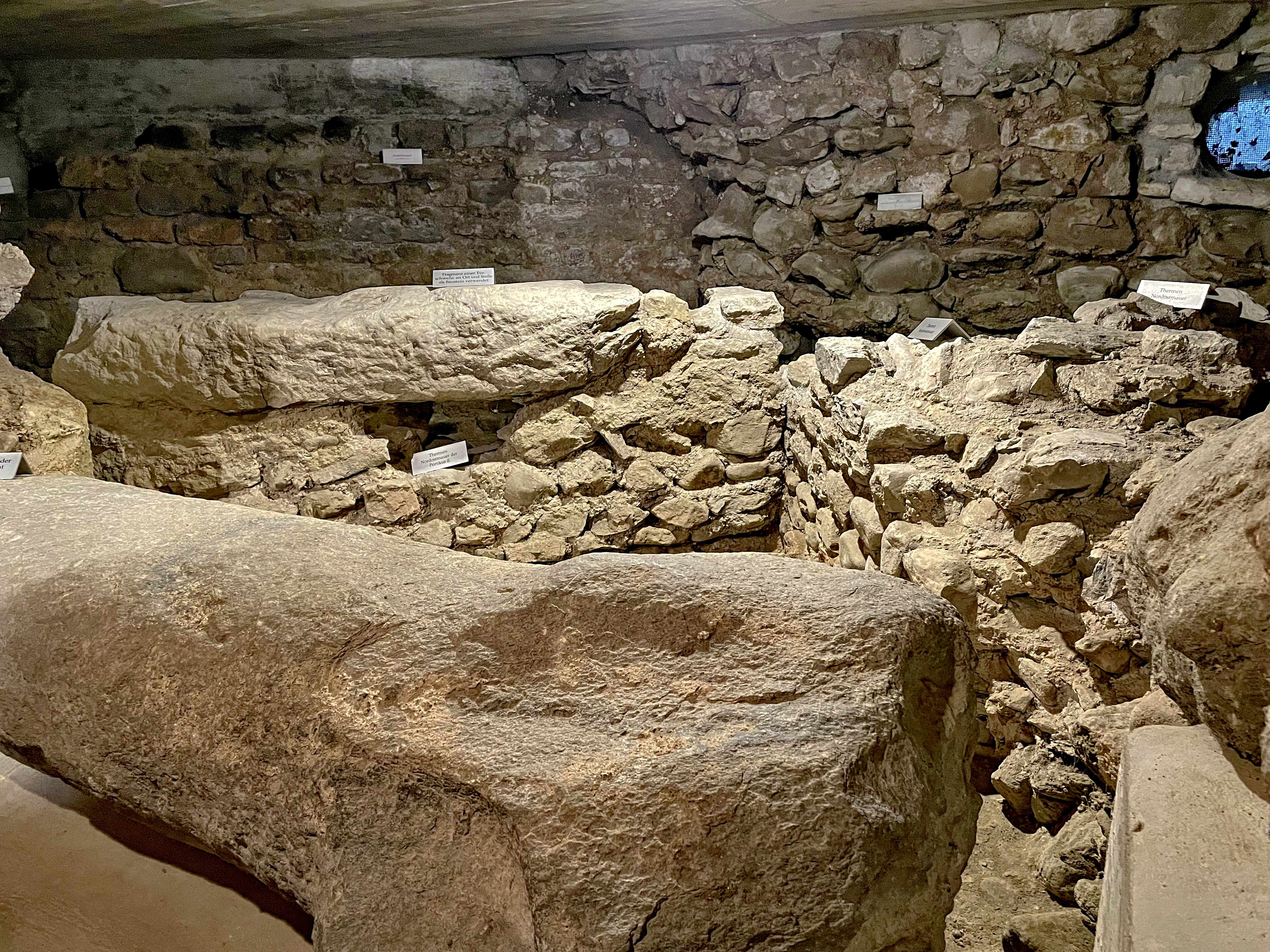
Mauerreste einer römischen Badeanlage (Bildmitte), die 1976/1977 unter dem Chor der Kirche entdeckt wurden. Im Vordergrund eine kleine Säule, die im 10. Jh. im Fundament des ersten Chors wiederverwendet wurde. Im Hintergrund links ein Abschnitt der Befestigungsmauer («Kastell», vollendet 294); rechts das Fundament des heutigen Chors (um 1260).

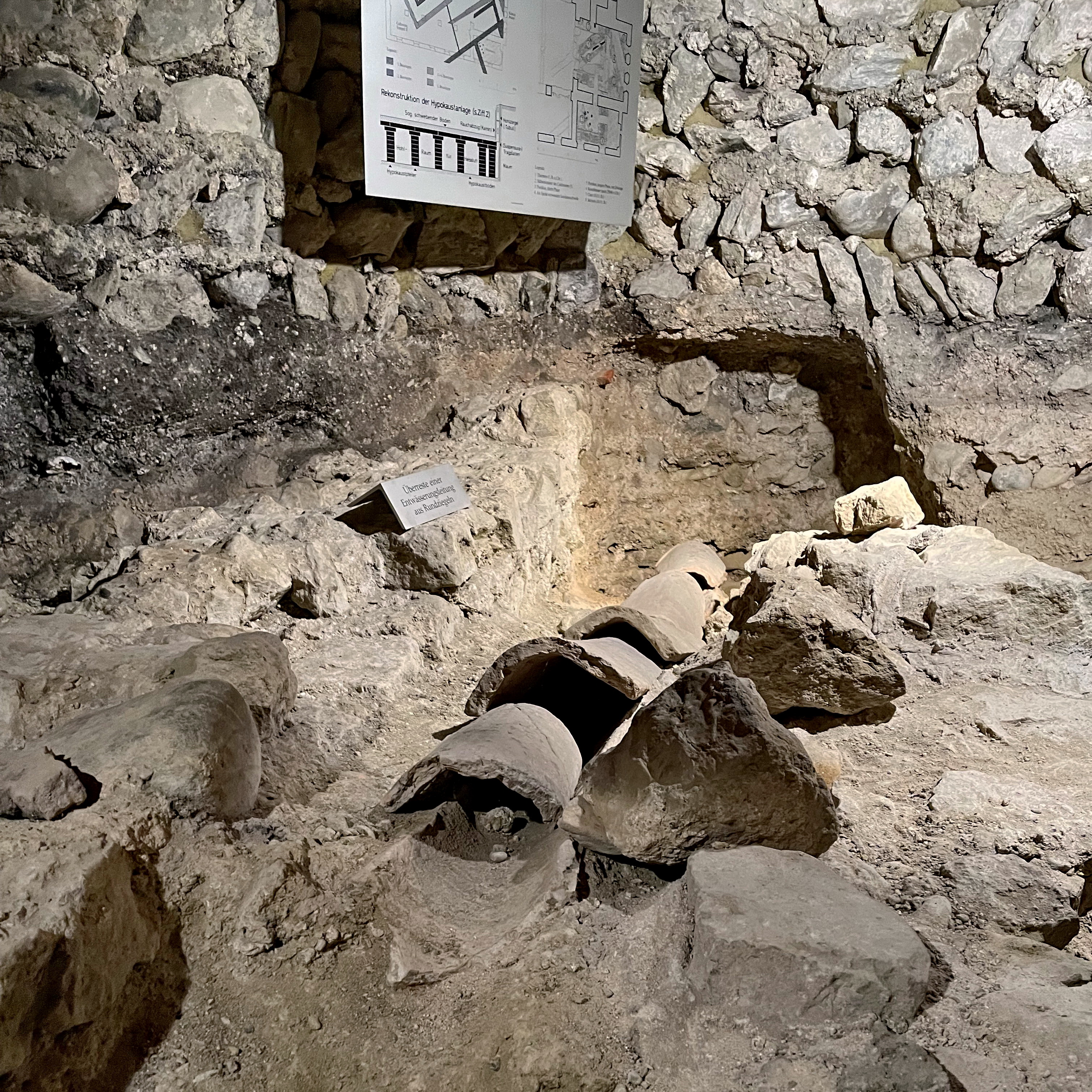
Entwässerungsleitung aus Rundziegeln am Rande der Thermen-Vorhalle (um 100 n. Chr.). Der Raum unter dem Chor der Kirche ist nur anlässlich von archäologischen Führungen zugänglich.

Bereits 1440 bemerkte der italienische Humanist Leonardo Bruni während des Konzils von Konstanz die Worte murum Vitudurensem («die Mauer von Vitudurum») in der dazumal in der Mauritiusrotunde eingemauerten Gründungsinschrift der Befestigung von Vitudurum (siehe unten: Gründungsinschrift der Befestigung). Die erste archäologische Fundmeldung stammt von Johannes von Winterthur, der in seiner 1529 bis 1532 verfassten Chronik die dicken Mauern in der Kirche St. Arbogast bemerkte und über Münzfunde von vier römischen Kaisern berichtete.
Die erste archäologische Ausgrabung erfolgte 1838 auf dem Kirchhügel durch Ferdinand Keller, der die gewonnenen Erkenntnisse in den Mitteilungen der Antiquarischen Gesellschaft Zürich veröffentlichte. Danach dauerte es wieder fast 100 Jahre, bis 1934 unter Federführung des Historisch-Antiquarischen Vereins Winterthur erneut Ausgrabungen an derselben Stelle durchgeführt wurden.
Erste archäologische Notgrabungen wurden in den Jahren 1949–1951 beim Neubau des reformierten Kirchgemeindehauses vom Architekten Herbert Isler zusammen mit dem Archäologen Hansjörg Bloesch und dem Konservator des Schweizer Landesmuseums, Emil Vogt, durchgeführt. 1957 bis 1959 leitete der Winterthurer Archäologe Hans Rudolf Wiedemer Ausgrabungen auf dem Kirchhügel.
Nach der Gründung der Kantonalen Denkmalpflege 1958 übernahm diese die Verantwortung für künftige Ausgrabungen. Von da an wurden Aushubarbeiten auf dem Gelände des einstigen Vicus überwacht. Beim Bau des Hotels Römertor 1967–1969 entdeckte man Teile der Römerstrasse sowie römische Gräber. In den Jahren 1977 bis 1982 kam es nach dem Abriss der Fabrikbauten der ehemaligen Jakob Jaeggli & Cie. beim Unteren Bühl zur bis anhin grössten Grabung im Gebiet des Vicus Vitudurum. Weitere wichtige Erkenntnisse ergab die Renovation der Kirche St. Arbogast 1976/1977, die unter anderem zur Entdeckung einer römischen Therme führte. In weiteren Grabungen in den 1990er-Jahren wurden am Vicusrand verschiedene Töpfereien entdeckt. Namentlich an der Römerstrasse 209 traten bei Rettungsgrabungen 1995–1996 Belege für Holz- und Fachwerkbauten mit Lehmböden und Herdstellen zutage, die auf eine gewerbliche Nutzung schliessen liessen. Zwei Töpferöfen (einer mit Kuppel) und drei Brunnen-, bzw. Zisternenschächte wurden nachgewiesen. Die Nähe zur Fundstelle Dorfstrasse 7, wo bereits 1991/1992 Töpferöfen entdeckt worden waren, legt den Schluss auf einen Töpferbezirk nahe. Die bis dahin geltende Annahme, dass es sich beim Vicus um ein Strassendorf gehandelt habe, galt es zu revidieren.
Der Vicus Vitudurum gehört heute zu den am umfassendsten erforschten römischen Vici in der Schweiz. Das heutige Wissen um Aussehen, Alltag und Entwicklung des römischen Oberwinterthur stützt sich auf Baufunde und zahlreiche Kleinfunde, von denen die hier genannten Keramikfunde, Fibeln, bronzenen Votivstatuetten, kleineren Terrakotten und aussergewöhnlichen Glasgefässe nur eine geringe Auswahl aus einer grossen Fülle an Fundmaterial darstellen. Allein bei den Rettungsgrabungen im «Unteren Bühl», auf einer Fläche von 4500 Quadratmetern am Westrand der Siedlung, wurden über eine Million Einzelfundstücke entdeckt. Keines der Fundstücke jedoch datiert aus einer Zeit nach 400 n. Chr.: Mit dem Abzug der römischen Truppen von der Rheingrenze und dem Niedergang der Befestigungsanlage erfährt Vitudurum einen Abbruch der archäologischen Quellen.

## Vicus

### Gründung
Zur Entstehung der Siedlung Vitudurum gibt es zwei verschiedene Hypothesen. Die eine Theorie geht davon aus, dass die Römer ihren Vicus am Standort einer keltischen Vorgängersiedlung errichteten. Die These fusst vor allem auf dem Namen Vitudurum, dessen Suffix -durum keltische Wurzeln hat und ursprünglich «Tor, Tür» bedeutete. Funde aus keltischer Zeit gibt es jedoch rund um Oberwinterthur nur wenige, weshalb sich diese Hypothese nicht weiter untermauern lässt. Vorrömische Streufunde und Siedlungsstrukturen wurden allerdings auf dem Areal des Vicus 1992–1995 ins Spätneolithikum und in die mittlere bzw. späte Bronzezeit datiert, also bis 3000 Jahre vor die Zeit, da sich der Ort im 1. Jahrhundert n. Chr. zu einem römischen Regionalzentrum entwickelte. Sowohl die Strukturen der untersuchten Grubenhäuser wie die Gefässkeramik vom Oberwinterthurer Dorfhügel wiesen in die Zeit der Horgener Kultur.
Die zweite Hypothese geht davon aus, dass die Gründung der Siedlung mit der römischen Eroberung des Alpenvorlands im Jahre 15 v. Chr. im Zusammenhang steht. In diesem Jahr stiessen die Stiefsöhne des Kaisers Augustus, Drusus und Tiberius, mit ihren Legionen bis zum Bodensee vor. Aus dieser Zeit gibt es Spuren von Wehranlagen in Zürich und am Walensee sowie einen mutmasslichen Spitzgraben in der Winterthurer Altstadt. Den wichtigsten Beleg für diese Theorie auf dem Gebiet des Vicus selbst stellt gefundene römische Importkeramik aus dieser Zeit dar. Handfeste archäologische Befunde liegen jedoch auch für diese Hypothese nicht vor.

### Siedlungsausbau
Anfang des 1. Jahrhunderts n. Chr. entstanden entlang des römischen Verkehrsweges, der von Vindonissa (Windisch) und von Centum Prata (Kempraten) an den Lacus Brigantinus (Bodensee) führte, erste, sicher nachgewiesene Bauten nordöstlich des Kirchhügels von Oberwinterthur. Archäologisch lässt sich als erste grössere Baumassnahme im Vicus die Anlage der Strasse im Unteren Bühl auf das Jahr 7. n. Chr. datieren, samt beidseitig der Strasse liegender römischer Streifenhaussiedlung aus rechteckigen Holzhäusern in Fachwerktechnik. Die Innenfläche der einzelnen Häuser betrug im Westquartier dabei zwischen 68 und 120 m². Beim zentral gelegenen Kirchhügel, der wohl das Zentrum des Vicus darstellte, datieren die ältesten Bauspuren in Form von Gruben und Pfostenlöchern auf die Zeit der Geburt Christi.
Um 50 n. Chr. war die Hauptstrasse durch den Vicus wohl bereits auf rund 500 Metern von Holzhäusern gesäumt. Später wuchs das Dorf auch im Norden hangaufwärts, und im Westen und Norden konnten zwei Töpferbezirke nachgewiesen werden, die wohl aus Feuerschutzgründen nicht direkt an den Vicus gebaut wurden. An den Ausfallstrassen wurden Gräber gefunden, dank denen sich die Ausdehnung des Vicus ungefähr abschätzen lässt.

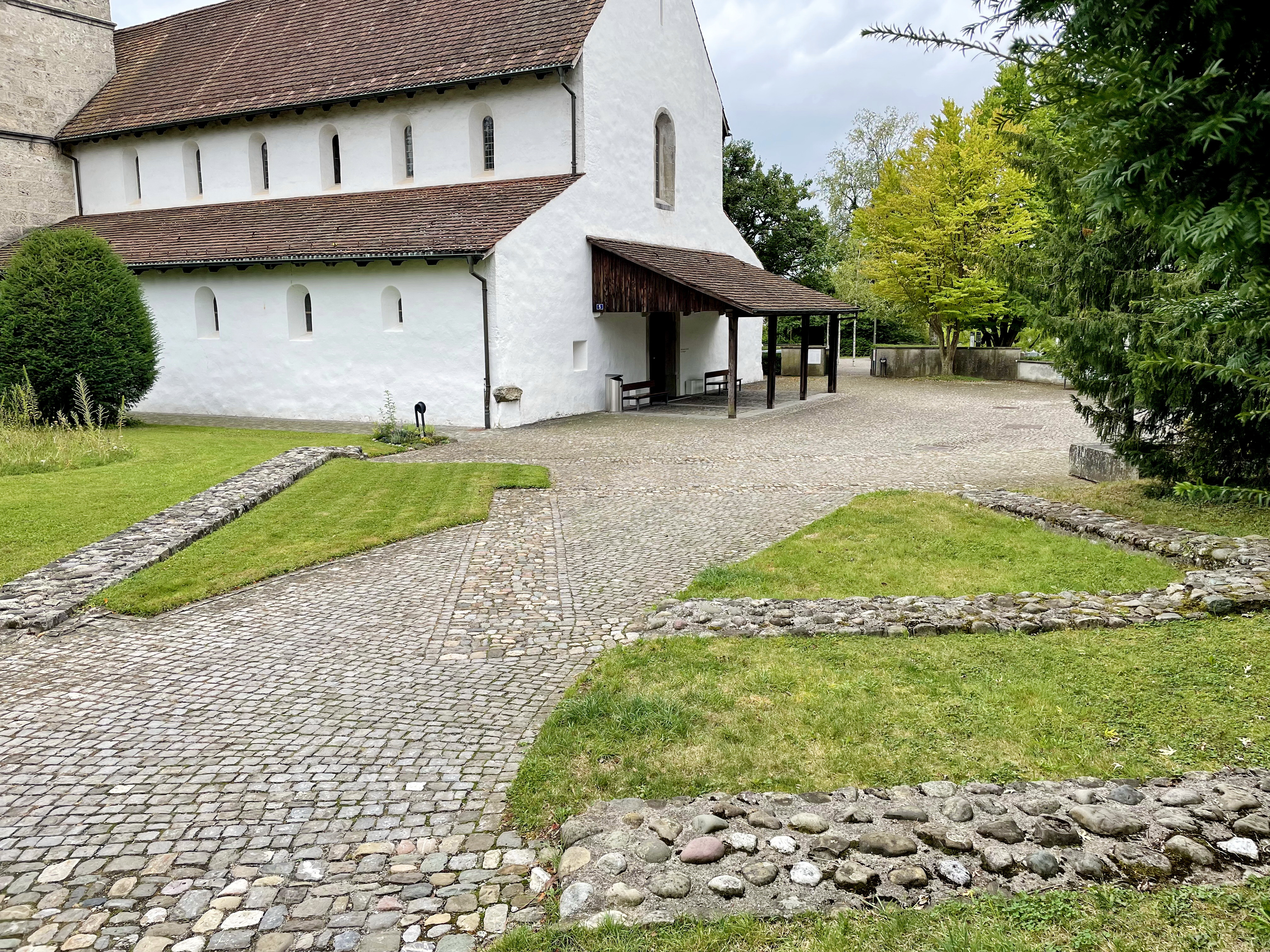
Mauern eines gallo-römischen Umgangstempels vor der Kirche St. Arbogast

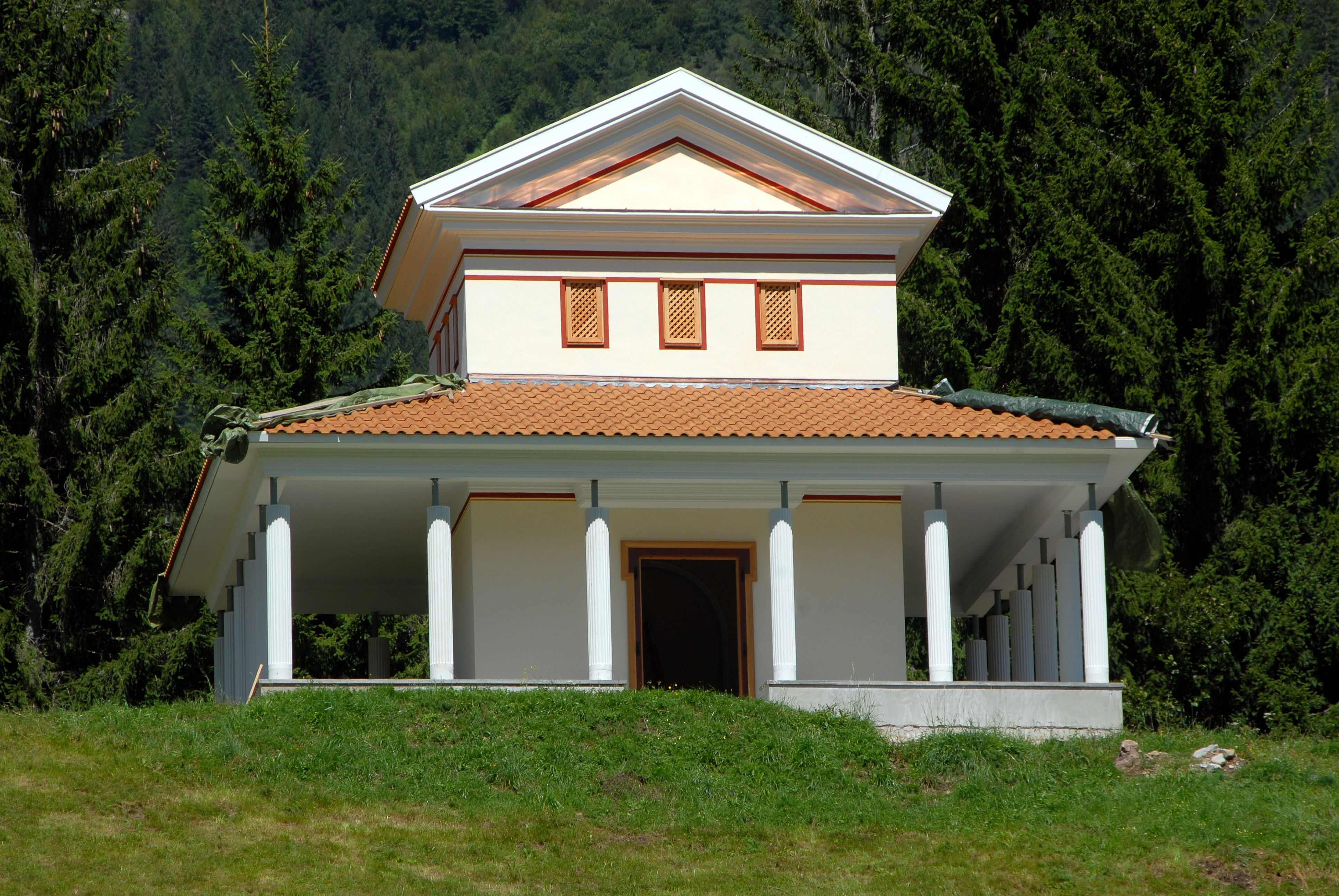
Der Tempel war ähnlich geformt wie dieser rekonstruierte Bau (Gurina)

Auf dem Kirchhügel wurden 70 n. Chr. nach einem Brand die damals rund 20 Jahre alten Fachwerkhäuser durch Steinbauten ersetzt. Dem damaligen Brand fiel im Westquartier auch ein Keramiklager im hinteren Teil eines Hauses zum Opfer, in dem rund 1500 Gefässe sowie 20 Venusstatuen gefunden wurden. In dieser Zeit entstand wohl auch der umfriedete Kultplatz, in dessen Zentrum sich ein gallo-römischer Tempel (fanum) befand, mit rechteckigem Grundriss, turmartiger cella und einem von Säulen getragenen Umgang. Südöstlich des Tempels befand sich ein zugehöriges Nebengebäude. Die beiden Bauwerke wurden von einer Mauer umfasst und bildeten dadurch das temenos, den heiligen Bezirk. Dieser wurde an der östlichen Längsseite von weiteren drei Streifenhäusern gesäumt, von welchen das mittlere einen deutlich höheren Wohnkomfort aufwies und deshalb als öffentliches Gebäude interpretiert wird. Dank der Anlage eines Wasserleitungssystems kann der an der südlichen Schmalseite liegende Steinbau als Therme gedeutet werden.
Die Blütezeit des Vicus lässt sich etwa auf die Zeit bis ins Jahr 120 datieren. In den Jahren 110/120 sowie 160/170 lassen sich auf dem Kirchhügel nochmals Zerstörungen und darauffolgende Phasen des Wiederaufbaus nachweisen. Am Nordrand des Kirchhügels ist ein Steinbau aus dem späten 2. Jahrhundert belegt, der eine Besiedlung des eigentlichen Vicus bis ins 3. Jahrhundert vermuten lässt. Im Ostquartier des Vicus lässt sich bereits zwischen 80 und 150 eine Abnahme der Siedlungsaktivität feststellen. Das Westquartier blieb sicher bis ins 3., allenfalls bis ins 4. Jahrhundert bewohnt, als der Kirchhügel bereits durch die Befestigungsmauer gesichert war. Allgemein werden die Funde im 3. Jahrhundert spärlicher, aber auch aus diesem Jahrhundert sind noch Um- und Neubauten von Gebäuden dokumentiert.

### Gewerbe und Handel
In Vitudurum war verschiedenstes Gewerbe niedergelassen. Die Bedeutung des Töpfergewerbes ist in Winterthur durch insgesamt 2–3 Millionen gefundene Keramikscherben sowie durch 13 bekannte Brennöfen aus dem 1. und 2. Jahrhundert belegt. Diese befanden sich zur Römerzeit in zwei separaten Töpferbezirken ausserhalb des eigentlichen Vicus. In mindestens einem Fall, bei einem Töpfer namens Ianarius, lässt sich nachweisen, dass dieser sowohl in Vitudurum als auch in Tasgetium (Eschenz) tätig war.
Innerhalb des Vicus konnten Schmieden, Tuchwalkereien, eine mit erhaltenen Bottichen ausgestattete Gerberei sowie eine Schuhmacherei nachgewiesen werden. Letztere wurde 2007 mittels des ersten aus der Römerzeit vollständig erhaltenen Paars an Schuhleisten nachgewiesen. Durch verschiedene Halbfabrikate konnte auch die Produktion von Alltagsgegenständen aus Knochen, Horn, Leder und Holz belegt werden.
Der nachweisbare Inhalt von Amphoren zeugt vom Import von Wein, Öl und Fischsauce. Terra Sigillata wurde anfangs von Italien, später aus Gallien importiert.

## Befestigungsmauer («Kastell»)

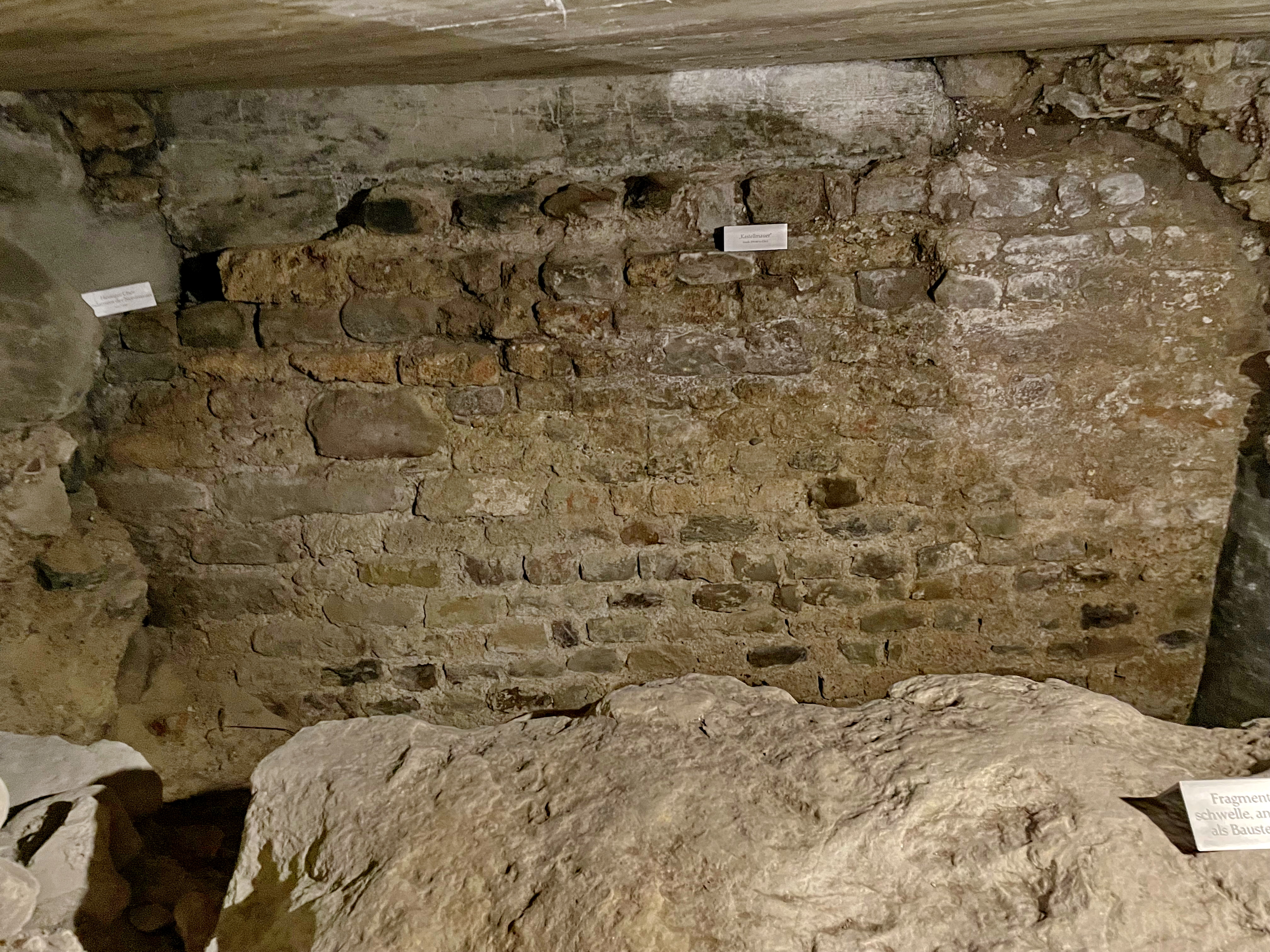
Ein Abschnitt der Befestigungsmauer unter der Nordostecke des heutigen Chors der Kirche. Die Mauer ist etwa 3 m dick; sie blieb hier bis zu einer Höhe von 2,40 m erhalten.

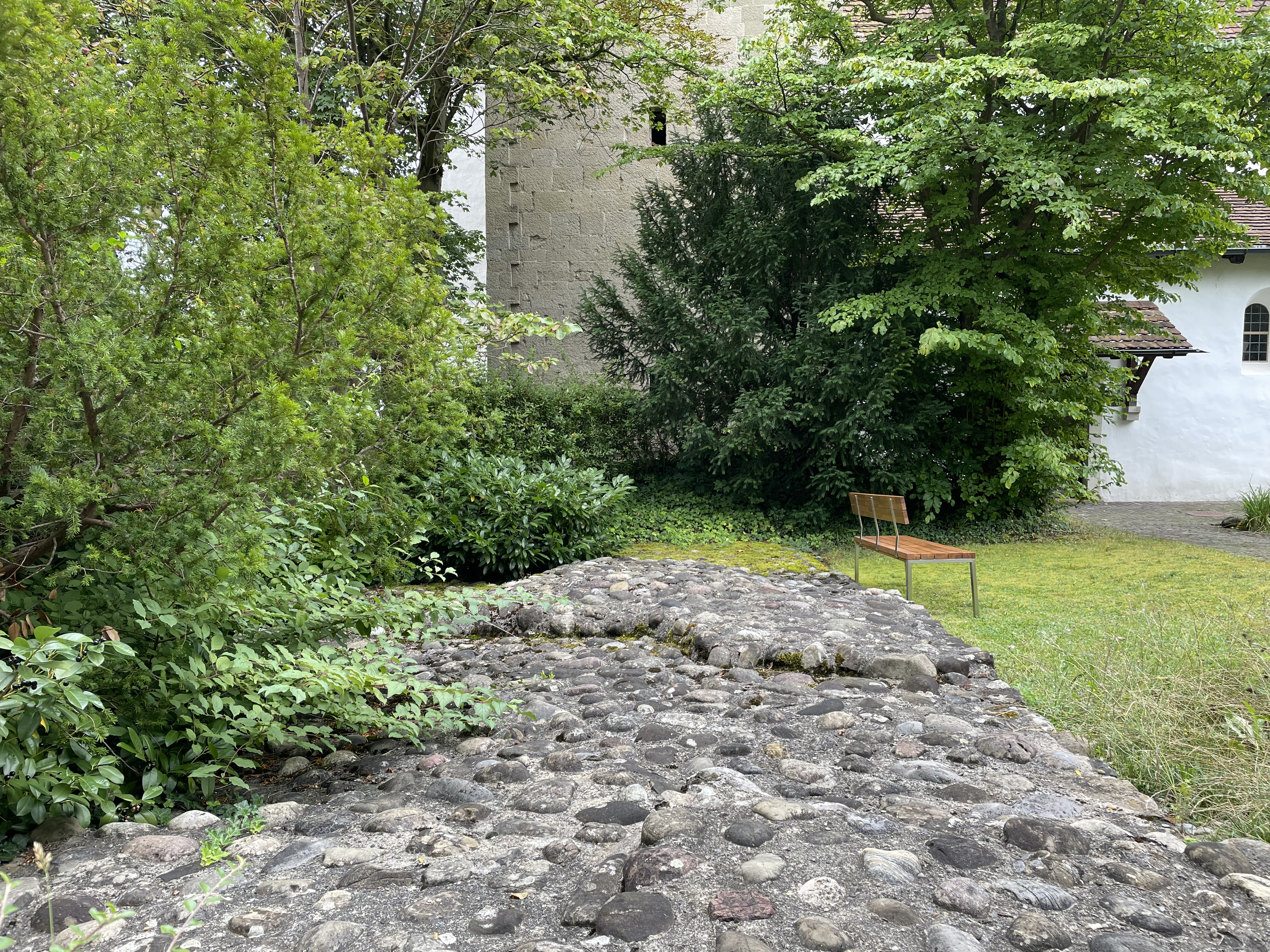
Befestigungsmauer vor dem Kirchturm, dessen Nordostecke auf ihr ruht

Im Zuge der in der Mitte des 3. Jahrhunderts n. Chr. wiederholt erfolgenden germanischen Einfälle wurde der Kirchhügel 294 n. Chr. auf Anordnung des Provinzstatthalters Aurelius Proculus mit einer mächtigen Mauer befestigt. Das einzige bekannte, gegen Osten gelegene Eingangstor wurde durch zwei Halbrundtürme geschützt. (Möglicherweise befand sich westlich, dem restlichen Vicus und der Römerstrasse zugewandt, ein weiteres Eingangstor; ein solches konnte jedoch bisher archäologisch nicht erfasst werden.) Das Gründungsdatum ist durch eine erhaltene Bauinschrift überliefert, welche möglicherweise beim Haupttor in der Mauer eingelassen war und sich heute im Winterthurer Rathaus befindet. Dass in der Befestigungsanlage dauerhaft Truppen stationiert waren, ist eher unwahrscheinlich. Die wenigen aufgefundenen Rüstungsteile lassen wohl nur darauf schliessen, dass sich Veteranen hier niedergelassen hatten.
Während die Reste der Befestigungsmauer noch heute vielerorts sichtbar sind, ist über den Innenausbau der Anlage nichts bekannt. Dies liegt unter anderem daran, dass die entsprechenden Schichten durch den späteren Bau der Kirche mit Friedhof beeinträchtigt wurden und auch die Spuren potenzieller Holzbauten im Gegensatz zum Unteren Büel bodenbedingt weniger gut erhalten sind. Auch stand die Dokumentation allfälliger Holzfunde bei den Ausgrabungen der 1940er- und 1950er-Jahre noch weniger im Fokus.
Münz- und Keramikfunde bestätigen eine Nutzung der Befestigungsanlage während des ganzen 4. Jahrhunderts; Siedlungsreste ausserhalb der Schutzmauer lassen sich im 4. Jahrhundert hingegen nicht mehr nachweisen. Die entsprechende Verkleinerung Vitudurums bestätigen auch spätantike Körpergräber, die 250 Meter nordöstlich des Kirchhügels gefunden wurden, denn Gräber befanden sich für gewöhnlich ausserhalb der Wohngebiete.
Es wird jedoch inzwischen davon ausgegangen, dass das heutige Oberwinterthur seit der Römerzeit durchgehend besiedelt war.

### Gründungsinschrift der Befestigung

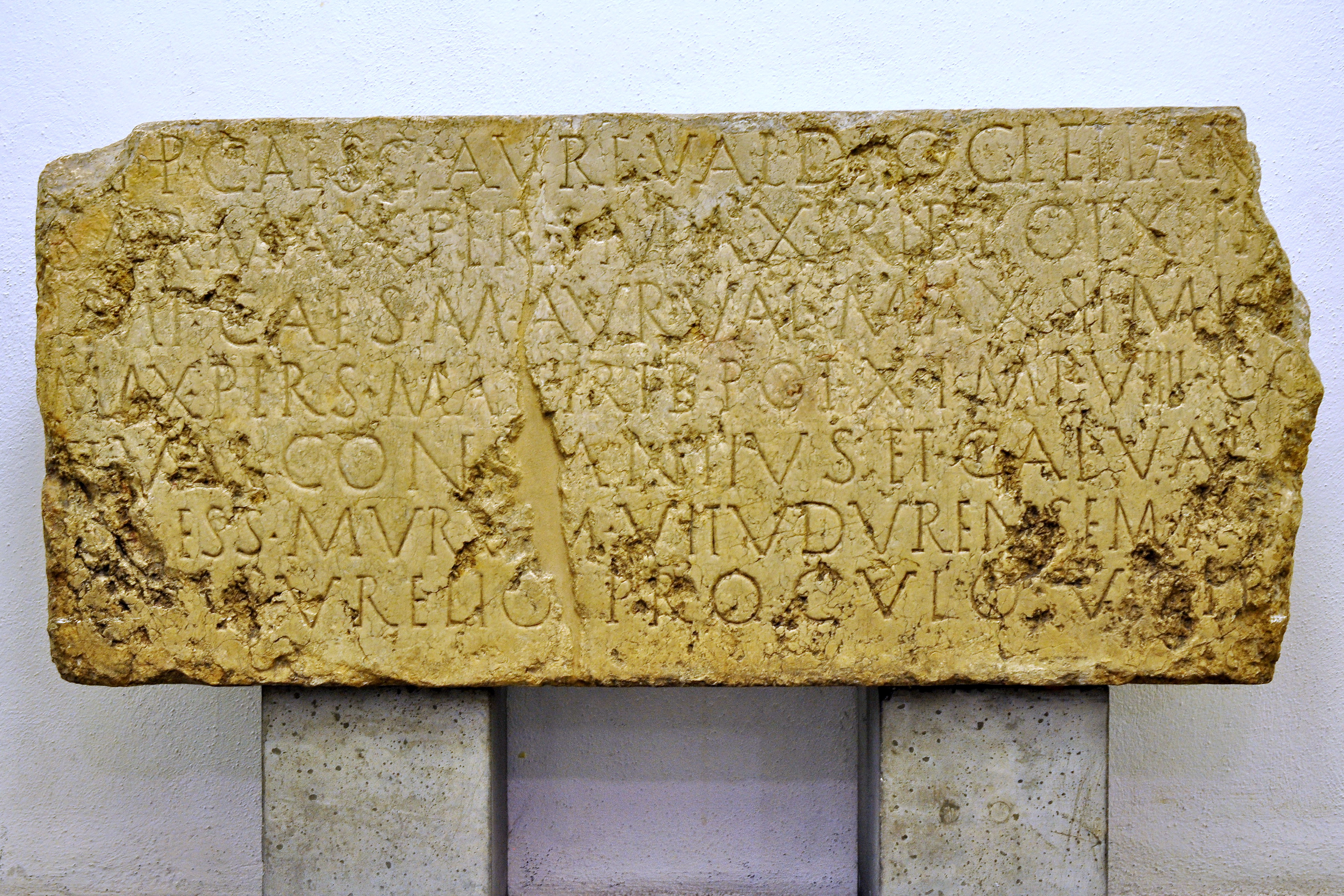
Römische Inschriftentafel, welche die Errichtung der «Mauer von Vitudurum» im Jahr 294 n. Chr. bezeugt

Von der Befestigungsmauer ist eine Steininschrift bekannt, die ursprünglich wohl beim Haupttor angebracht war. Das erhaltene Fragment (1,63 × 0,74 Meter) war Teil einer vermutlich etwa doppelt so breiten Inschriftentafel und wurde wahrscheinlich durch Bischof Konrad von Konstanz (934–975) nach Konstanz gebracht, wo es in die Mauritiusrotunde eingelassen wurde. Die Bürger der Stadt Konstanz verehrten es im Mittelalter wie ein Heiligtum, da sie die Inschrift als Beweis für die Gründung von Konstanz durch Kaiser Constantius I. ansahen (in der fünften Zeile des Textes wird dieser als damaliger Unterkaiser erwähnt). In den 1960er-Jahren wurde die Inschrift der Stadt Winterthur zurückgegeben; sie ist seitdem im Rathaus ausgestellt. Die im Eingangsbereich aufgestellte Inschrift ist vom Rathausdurchgang her sichtbar. Am Standort der Befestigungsmauer in Oberwinterthur, vor dem Haupteingang der Kirche St. Arbogast, befindet sich eine exakte Nachbildung der Inschriftentafel.
Aus der Inschrift geht hervor, dass die «Mauer von Vitudurum» im Jahr 294 n. Chr. errichtet wurde. Der ergänzte Text lautet wie folgt:
„[I]MP(erator) CAES(ar) C(aius) AURE(lius) VAL(erius) DIOCLETIAN[US PONT(ifex) MAX(imus) GER(manicus) MAX(imus) II]
SAR(maticus) MAX(imus) PERS(icus) MAX(imus) TRIB(unicia) POT(estate) XI IM[P(erator) X CO(n)S(ul) V P(ater) P(atriae) PROCO(n)S(ul) ET]
IMP(erator) CAES(ar) M(arcus) AUR(elius) VAL(erius) MAX{si}IMIA[NUS PONT(ifex) MAX(imus) GER(manicus) MAX(imus) SAR(maticus)]
MAX(imus) PERS(icus) MAX(imus) TRIB(unicia) POT(estate) X IMP(erator) VIIII CO(n)[S(ul) IIII P(ater) P(atriae) PROCO(n)S(ul) P(ii) F(elices) INV(icti) AUGG(=Augusti)]
ET VAL(erius) CONSTANTIUS ET GAL(erius) VAL(erius) [MAXIMIANUS NOBILISSIMI]
[C]AESS(=Caesares) MURUM VITUDURENSEM A S[OLO SUMPTU SUO FECERUNT]
AURELIO PROCULO V(iro) P(erfectissimo) PR[AES(ide) PROV(inciae) CURANTE]“
„Der Kaiser Gaius Aurelius Valerius Diocletianus, höchster Priester, grösster Germanensieger,
grösster Sarmatensieger, grösster Persersieger, im 11. Jahr seiner tribunizischen Gewalt, zum zehntenmal als Sieger ausgerufen, Konsul zum fünftenmal, Vater des Vaterlandes, Prokonsul, und
der Kaiser Marcus Aurelius Valerius Maximianus, höchster Priester, grösster Germanensieger, grösster
Sarmatensieger, grösster Persersieger, im 10. Jahr seiner tribunizischen Gewalt, zum neuntenmal als Sieger ausgerufen, Konsul zum viertenmal, Vater des Vaterlandes, Prokonsul, die frommen, glücklichen, siegreichen Kaiser,
und Valerius Constantius und Galerius Valerius Maximianus, die erlauchtesten
Unterkaiser, haben die Mauer von Vitudurum von Grund auf auf ihre Kosten bauen lassen
unter Leitung des Aurelius Proculus, des höchstangesehenen Provinzstatthalters.“

## Varia
- Nach dem Vicus ist der von der Sternwarte Eschenberg entdeckte Asteroid (398045) Vitudurum benannt. Der Vorschlag für diese Benennung kam von einer 11-jährigen Schülerin der Kinderuniversität Winterthur.[20]